# Тувумба
Туву́мба (англ. Toowoomba) — город в юго-восточной части австралийского штата Квинсленд, центр одноимённого района местного самоуправления. Население города по оценкам на 2006 год составляло примерно 114,5 тысяч человек, а население всего района — 155 тысяч человек (2008 год). Ближайший крупный город — Брисбен (расположен в 100 километрах на востоке).

## Описание

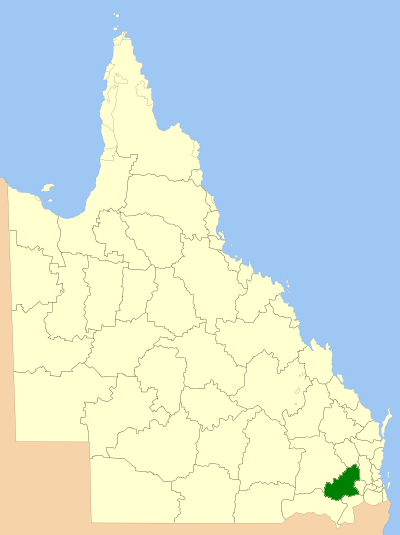
Расположение района

Тувумба является вторым, после Канберры, по численности населения австралийским городом, расположенным не на побережье.
Тувумба был основан в 1840-е годы. Известен своим университетом Южного Квинсленда, открытым в 1967 году. Вокруг города раскинулась зелёная зона, включающая в себя и природоохранные заповедники.
Главной проблемой города является его обеспечение пресной водой.

## Наводнение
11 января 2011 года в Тувумбе и близлежащих районах произошло наводнение, в результате которого погибли восемь человек, в том числе несколько детей.

## Транспорт
В Тувумбе есть свой аэропорт, также имеется железнодорожное сообщение с другими районами страны.

## Климат
По классификации Кёппена Тувумба расположен в зоне субтропического климата. В году здесь можно выделить два различных периода — сезон дождей, который длится с ноября по март и сухой сезон с апреля по октябрь, в среднем за год выпадает около 950 мм осадков. Летом, в течение дня, температура может превышать 27 °C, а к ночи снижается до 16 °C. Зимой средняя температура составляет около 17 °C, средняя ночная температура около 6 °C.
| Показатель                                                              | Янв.  | Фев.  | Март | Апр. | Май  | Июнь | Июль | Авг. | Сен. | Окт. | Нояб. | Дек.  | Год   |
| ----------------------------------------------------------------------- | ----- | ----- | ---- | ---- | ---- | ---- | ---- | ---- | ---- | ---- | ----- | ----- | ----- |
| Средний суточный максимум, °C                                           | 27,6  | 26,6  | 25,5 | 22,9 | 19,6 | 16,9 | 16,3 | 17,9 | 20,9 | 23,7 | 26,0  | 27,5  | 22,6  |
| Средний суточный минимум, °C                                            | 16,7  | 16,6  | 15,4 | 12,3 | 9,1  | 6,3  | 5,3  | 6,0  | 8,5  | 11,5 | 13,8  | 15,7  | 11,4  |
| Норма осадков, мм                                                       | 132,1 | 121,1 | 94,6 | 61,9 | 58,4 | 56,8 | 52,0 | 39,5 | 46,7 | 72,2 | 89,5  | 120,0 | 944,0 |
| Источник: http://www.bom.gov.au/climate/averages/tables/cw_041103.shtml |       |       |      |      |      |      |      |      |      |      |       |       |       |